# Liste der Museen in Bamberg
Die Liste der Museen in Bamberg gibt einen Überblick über aktuelle und ehemalige Museen in der kreisfreien Stadt Bamberg in Bayern.

## Aktuelle Museen
| Name                                                | Kurzbeschreibung | gegründet/ eröffnet | Träger                                 | Standort                  | Bild           | Link |
| --------------------------------------------------- | --- | ------------------- | -------------------------------------- | ------------------------- | -------------- | ---- |
| Diözesanmuseum                                      | Das Museum zeigt den Domschatz mit Kruzifixen und liturgischem Gerät vom 11. bis zum 18. Jahrhundert und einer Sammlung hochmittelalterlicher Textilien, darunter der Sternenmantel Heinrichs II. | 1966                | Erzbistum Bamberg                      | Ehemaliges Kapitelhaus    | weitere Bilder |      |
| Feuerwehrmuseum                                     | Das Museum dokumentiert die Geschichte der Brandbekämpfung und vor allem die technische Entwicklung der Feuerlöschgerätschaften seit der Mitte des 18. Jahrhunderts. Ältestes Exponat ist eine Butten- oder Kastenspritze aus den Jahren um 1740, die im Bamberger Dom stationiert war. | 1984                | Freiwillige Feuerwehr Bamberg          | Siechenscheune            | weitere Bilder |      |
| Fränkisches Brauereimuseum                          | Das Museum in den ehemaligen Brauereiräumen der Benediktinerabtei auf dem Michaelsberg zeigt Objekte und Dokumente der fränkischen Bierbrauer- und Mälzerzunft sowie Geräte und sonstige Exponate zur Kunst des Brauens und zur Bierlagerung bis hin zu Abfüllung, Auslieferung und Bierverbrauch. | 1986                |                                        | Michelsberg               | weitere Bilder |      |
| Gärtner- und Häckermuseum                           | Das in einem 1767 erbauten Gärtnerhaus im Gärtnerviertel eingerichtete Museum dokumentiert Geschichte und Kultur der Bamberger Gemüsegärtner und Häcker (fränkisch für Weingärtner). Wohn- und Wirtschaftsräumen zeigen die Arbeitsumgebung einer Gärtnerfamilie um 1900. Der anschließende Garten zeigt die historischen Anbauformen und Gemüsekulturen der Bamberger Gärtner um 1910 sowie die gleichzeitigen Häckerflur-Elemente.                                 | 1979                | Verein Gärtner- und Häckermuseum       | Ehemaliges Gärtnerhaus    | weitere Bilder |      |
| Historisches Museum Bamberg                         | Das Museum dokumentiert in mehreren Abteilungen die Kultur und Geschichte der Stadt von der Vorgeschichte bis in die Gegenwart. Themengebiete sind unter anderem 100 Meisterwerke – Von Lucas Cranach über Pieter Breughel zu Otto Modersohn, Im Fluss der Geschichte – Bambergs Lebensader Regnitz, Von der Romantik bis zur Gründerzeit – Bürgerkultur im 19. Jahrhundert in Bamberg und Jüdisches in Bamberg.                                                     | 1938                | Stadt Bamberg                          | Alte Hofhaltung           | weitere Bilder |      |
| Krippenmuseum                                       | Das Museum beherbergt eine der größten privaten Krippensammlungen Europas. Sie umfasst Krippen aus vier Jahrhunderten und aus mehr als 70 Ländern. | 2001                | Erk Baumann                            | Obere Sandstraße          | weitere Bilder |      |
| Missionsmuseum Bug                                  | Das Museum präsentiert Zeugnisse der Volksfrömmigkeit und kunsthandwerkliche Arbeiten aus Missionsgebieten in Indien, Sri Lanka, Paraguay und Bolivien. |                     | Missionsbrüder des heiligen Franziskus | Bug                       | weitere Bilder |      |
| Museum Kutz – Kommunikationstechnik und -geschichte | Das Museum dokumentiert die Geschichte der Kommunikation seit den Anfängen der Schrift vor etwa 5000 Jahren von der Keilschrift über Morsegeräte und Schreibmaschinen bis zu Computer und Handy. |                     |                                        | Am Kranen                 |                |      |
| Naturkunde-Museum                                   | Der 1810 fertiggestellte Vogelsaal mit seiner originalen Einrichtung und Tausenden von Tierpräparaten ist der einzige original erhaltene naturkundliche Schauraum des 19. Jahrhunderts. Die modernen Dauerausstellungen widmen sich verschiedenen naturkundlichen Themen aus den Bereichen Geologie, Mineralogie, Paläontologie, Zoologie und Botanik mit regionalem Schwerpunkt.                                                                                    | 1791                | Lyzeumstiftung Bamberg                 | Ehemaliges Jesuitenkolleg | weitere Bilder |      |
| Sammlung Ludwig                                     | Die im Alten Rathaus untergebrachte Sammlung des Ehepaars Peter und Irene Ludwig ist die größte private Porzellansammlung Europas. Sie dokumentiert das prunkvolle Leben und die Tischkultur des 18. Jahrhunderts und gibt einen Überblick über das frühe Schaffen der Porzellanmanufaktur in Meißen. |                     | Stadt Bamberg                          | Altes Rathaus             | weitere Bilder |      |
| Staatsgalerie in der Neuen Residenz Bamberg         | Die Staatsgalerie in der Neuen Residenz ist eine der ältesten Zweigstellen der Bayerischen Staatsgemäldesammlungen. Die Altdeutsche Abteilung zeigt Meisterwerke der Spätgotik und Frührenaissance. Die Barockabteilung zeigt monumentale Galeriebilder von Johann Michael Bretschneider, Werke des Rubens-Lehrers Otto van Veen (um 1556–1629) und des Rembrandt-Zeitgenossen Jan Lievens (1607–1674) sowie niederländische Landschaftsgemälde und Stillleben.      | 1818                | Bayerische Staatsgemäldesammlungen     | Neue Residenz             | weitere Bilder |      |
| Troppau-Zimmer                                      | Das Museum m Dachgeschoss des Kulturamts in der Alten Hauptwache, zeigt die eine Sammlung von Schriftstücken, Grafiken, Archivalien und Bildmaterial zu Troppau (Opava), der ehemaligen Hauptstadt von Tschechisch-Schlesien. |                     | Heimatkreisgemeinschaft Troppau        | Alte Hauptwache           | weitere Bilder |      |
| Universitätsmuseum für Islamische Kunst             | Das in einem historischen Bürgerhaus untergebrachte Museum zeigt die weltweit größte Sammlung frühislamischer Bronzen aus dem 7. bis 13. Jahrhundert, eine bedeutende Kollektion an Keramik und Glas sowie eine Auswahl an Manuskripten, Münzen, Steinobjekten und Elfenbeinschnitzereien. Die Objekte stammen vor allem aus dem iranischen Raum, dem heutigen Iran und Afghanistan.                                                                                 | 1995                |                                        | Austraße                  | weitere Bilder |      |
| Welterbe-Besuchszentrum Bamberg                     | Das Besuchszentrum gewährt überblicksartig einen ersten Eindruck von der UNESCO-Welterbestätte Altstadt von Bamberg. Die an den drei historischen Siedlungszentren Berg-, Insel- und Gärtnerstadt orientierte Dauerausstellung zeigt mit Gebäudemodellen Bambergs Bedeutung für den frühmittelalterlichen und barocken Städtebau. Zum Kennenlernen des Weltkulturerbes dient neben Hörstationen, Filmen und digitalen Anwendungen auch ein interaktives Stadtmodell. |                     |                                        | Untere Mühlbrücke         |                |      |

## Ehemalige Museen
| Name                 | Kurzbeschreibung | gegründet/ eröffnet | geschlossen/ aufgelöst | Träger        | Standort       | Bild           | Link |
| -------------------- | --- | ------------------- | ---------------------- | ------------- | -------------- | -------------- | ---- |
| E.T.A. Hoffmann-Haus | Das schale, zweiachsige Haus, das der Schriftsteller und Komponist E. T. A. Hoffmann von 1809 bis 1813 bewohnte, war mitsamt Garten als Gedenkstätte eingerichtet und dokumentierte die verschiedenen Lebens- und Schaffensbereiche Hoffmanns in Bild-, Text- und Toninformationen. Für Sanierungsarbeiten musste das Haus Ende 2022 geräumt werden. Eine Neukonzeption ist in Vorbereitung. |                     | 2022                   | Stadt Bamberg | Schillerstraße | weitere Bilder |      |